# 乌斯特站
乌斯特站，位于新疆维吾尔自治区巴音郭楞蒙古自治州和静县乌拉斯台乡，是南疆铁路（鱼焉铁路）上海拔最高的火车站，由乌鲁木齐铁路局管辖，其鱼儿沟端为翻越天山奎先达坂的奎先隧道，全长6,152米，为本线路最长的隧道。
随着南疆铁路吐库二线中天山隧道的贯通，鱼焉线鱼儿沟至巴伦台段处于停运状态。
1. ↑  .   [2021-08-08]. （原始内容存档于2021-08-08）.